# Une farandole villageoise
Une farandole villageoise, ou Bacchanale, est une peinture à l'huile réalisée par l'artiste flamand Simon de Vos, laquelle est une allégorie de l'Ivresse.

## Description
Le tableau représente une farandole de fêtards. Selon l'historienne de l'art Bożena Steinborn (pl), l'idée d'une telle composition est née dans les années 1620, grâce à Johann Liss, qui réalisa un dessin préparatoire vers 1621, et quelques années plus tard, vers 1629, une version peinte, avec une disposition des personnages légèrement modifiée. Les deux œuvres s'intitulent Cortège nuptial à la campagne. De Vos s'est peut-être inspiré de ces œuvres. Selon l'historienne de l'art Beata Lejman, les deux tableaux pourraient être inspirées d'une peinture ou d'un dessin de l'atelier de Pieter Brueghel l'Ancien.
Simon de Vos a également introduit ses propres solutions originales : à côté des ivrognes, il a placé des personnages du monde des mythes. Ainsi, deux couples au premier plan dansent au rythme joué par un joueur de cornemuse et un flûtiste se tient debout sur une plate-forme parmi les buissons. Sur le côté gauche, l'un des convives, soutenu par une femme (son épouse ?), est en train de vomir. Sur le côté droit se trouve un aubergiste adossé à un tonneau devant une arche ressemblant à un portail. Selon Beata Lejman, le visage de l'aubergiste est un autoportrait du peintre,. La figure clé pour l'interprétation du tableau est Bacchus, représenté nu et gras, allongé derrière les danseurs avec les satyres assis à ses côtés. Bacchus fréquentait les jeunes couples et était toujours présent à leurs mariages ; au premier plan, on peut voir les attributs épars des enterrements de vie de garçon : cartes à jouer, gobelets, cruche de bière, os rongés. Les thèmes et les détails représentés sont caractéristiques des peintures de genre de Bruegel l'Ancien. La figure du dieu du vin a été présentée par de Vos dans un autre de ses ouvrages intitulé Bacchanales.

## Provenance
À l'origine, le tableau se trouve dans les collections des princes Hohenzollern à Lwówek Śląski et à Skała ; puis il passe dans la collection de G. Scheuermann à Skała.
À partir de 1918, il appartient au Musée des Beaux-Arts de Silésie de Wrocław (inv. no 1178, Lgb.19305). Avant 1946, le tableau appartient à W. Emilianowicz, qui l'achète au marché de Cracovie. En 1946, il trouve le chemin de la boutique d'antiquités d'E. Metlewicz à Cracovie, où il est acheté par le Musée national de Varsovie. Prêté en 1971, le tableau est transféré définitivement en 1973 au Musée national de Wrocław (inv. no VIII-2320).